# 하이 그레이드
하이 그레이드(영어: High Grade, HG, 일본어: ハイグレード)는 반다이가 발매하는 프라모델 시리즈의 브랜드 이름이다. 건프라 10주년 기념 기획으로 등장했다. 다색 성형된 파츠와 호일씰에 의해 "도색을 하지 않아도 완성할 수 있는" 간편함도 인기의 한 이유가 되고 있다. 낮은 가격의 간이 키트와 높은 가격(그만큼 조립의 난이도도 높다)의 키트의 중간에 위치하지만, 특히 최근에는 낮은 가격의 키트가 발매되지 않는 시리즈 및 모빌 슈트(MS)도 많다. 애니메이션 작품 등에서 키트화되는 경우에 가장 많은 종류가 발매되는 브랜드이기도 해서 수집하고자 하는 욕구를 충족시키기에 좋은 시리즈이다.
또한, HG라는 명칭은 건프라 외에도 캐릭터 프라모델이나 가샤폰 등에서도 폭넓게 사용되고 있다.

## 초기 4작품
1990년부터 1991년 사이에 〈건담〉, 〈건담 Mk-II〉, 〈Z 건담〉, 〈ZZ 건담〉을 당시의 기술 수준으로 리뉴얼한 1/144 스케일의 키트가 발매되었다. 하지만 Z 건담은 당시의 기술로도 웨이브 라이더로 완전 변형시킬 수 없었기 때문에 오리지널인 "웨이브 슈터"라는 형태로 변형이 가능했다. 이 중 건담은 다색 성형을 위한 특수 금형이 열화되어, 2001년 5월에 HGUC(하이 그레이드 유니버셜 센추리) 건담의 발매에 맞추어 일반 라인업으로는 건프라 사상 최초의 절판 키트로 안내되고 최종 생산품이 발매되었다.

## 같이 보기
- 건프라
- 마스터 그레이드 (MG)